# Johnson Toribiong

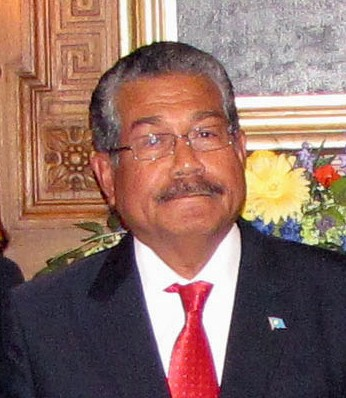
Johnson Toribiong

Johnson Toribiong (* 22. Juli 1946 in Airai) war von 2009 bis 2013 der Präsident von Palau. Bei der Präsidentschaftswahl am 4. November 2008 gewann er in der Stichwahl mit 51 % gegen seinen Herausforderer Elias Camsek Chin. Am 1. Januar 2009 trat er die Nachfolge von Tommy Remengesau an. Am 17. Januar 2013 hat er die Amtsgeschäfte wieder an Remengesau übergeben.
Toribiong konnte im Verlauf eines Studiums der Rechtswissenschaften an der University of Washington School of Law 1972 einen Abschluss als Doctor Juris und 1973 als Master of Laws erlangen.  Von 2001 bis 2005 war er Botschafter seines Landes in Taiwan.
In seiner Amtszeit als Präsident erklärte sich Palau einverstanden, im Gefangenenlager der Guantanamo Bay Naval Base inhaftierte Uiguren aufzunehmen und es wurde am 25. September 2009 die weltweit erste Schutzzone für Haie ausgewiesen.